# دوري أبطال أفغانستان
دوري أبطال أفغانستان (بالفارسية: لیگ قهرمانان افغانستان) هو دوري كرة قدم الأول في أفغانستان. تأسس عام 2021 كبديل عن الدوري الأفغاني الممتاز.